# 克拉斯諾圖林斯克
59°46′24″N 60°11′7″E / 59.77333°N 60.18528°E
克拉斯諾圖林斯克（俄语：Краснотурьинск）是俄羅斯斯維爾德洛夫斯克州北部圖里亞河的一個城市。2002年人口64,878人。
1758年建城，時稱，後改稱。1944年建市並改現名。